# Fernand Desserteaux
Pour les articles homonymes, voir Desserteaux.
Fernand Desserteaux, né le 30 octobre 1852 à Dijon et mort dans la même ville le 12 octobre 1938, est un juriste français.

## Biographie
Marc-Marie-Alfred-Fernand Desserteaux est le fils de François Desserteaux, avocat, magistrat et poète, et de Françoise Octavie Monvenoux. Au cours de ses études secondaires, à Besançon et Dijon, il se lie d'amitié avec Hubert Lyautey. 
Étudiant à la Faculté de droit de Dijon, il est licencié en droit, puis docteur, en 1878, en soutenant une thèse Des promesses et stipulations pour autrui. Il réussit l'agrégation en 1879. Nommé professeur à Dijon il y accomplit toute sa carrière. D'abord chargé d'un cours de législation industrielle, puis de  droit criminel, puis il a la charge du cours de droit romain, de 1883 à 1923.
Doyen de la Faculté de droit de Dijon, de 1913 à 1916, il se distingue par ses travaux sur le droit romain.
Il est nommé chevalier dans l'ordre de la Légion d'honneur en 1923.
Marié avec Amélie Rencker, nièce d'Édouard Rencker, il est le père de Marc Desserteaux.

## Ouvrages
- « De rebus creditis : droit romain ; Du prêt : droit français » (1874 )
- « Des promesses et stipulations pour autrui en droit romain et en droit français » (1878)
- « Étude sur les effets de l'adrogation » (1892)
- « M. Bufnoir » (1898)
- « Études sur la formation historique de la capitis deminutio 1, Ancienneté respective des cas et des sources de la capitis deminutio » (1909)
- « Contribution à l'étude de l'édit: formation de la théorie prétorienne relative aux dettes contractuelles en cas de capitis deminutio minima » (1912)
- « Études sur la formation historique de la "capitis deminutio", ... II, Evolution et effets de la "capitis deminutio" » (1919-1926)
- « Ernest Bailly, professeur de droit commercial et doyen de la Faculté de droit de l'Université, vice-président de la Société des amis de l'Université de Dijon, 1851-1912 » (1912)
- « Le Cas de la femme d'Arretium, Cicéron, "Pro Coecina", 33, 34 »

## Hommages
- Amphithéâtre Desserteaux, université Bourgogne-Europe

## Sources
- « Fernand Desserteaux », in Encyclopédie Treccani
- Paul Collinet, « M. Fernand Desserteaux (1852-1938) », 1939
- « Recueil de législation de Toulouse », 1940
- Jean-Jacques Clère, Dictionnaire historique des juristes français XIIe – XXe siècles, CNRS, 2007